# マリー・ダンティオケ
マリー・ダンティオケ（Marie d'Antioche, 1145年 - 1182年）は、東ローマ帝国皇帝マヌエル1世コムネノスの2番目の皇后。アンティオキア公国の統治者、コンスタンス・ダンティオケと最初の夫レーモン・ド・ポワティエの長女。父方の従姉にエレアノール・ダキテーヌがいる。

## 略歴
1160年、マリーの継父でコンスタンスの2度目の夫、ルノー・ド・シャティヨンがヌールッディーンと同盟したアレッポの支配者に捕らわれた。コンスタンスは救出に動くよう訴えたが、公国の貴族らはコンスタンスの長子ボエモン3世支持にまわった。エルサレム王ボードゥアン3世はボエモンをアンティオキア公にし、ルノーの仇敵エメリー・ド・リモージュ（アンティオキア総司教）を摂政に任命した。この措置に、コンスタンスは公国の宗主国である東ローマ帝国の宮廷で抗議した。
1159年の後半、マヌエル1世皇后エイレーネーが死去した。マヌエルは、後添えを十字軍国家の姫の中から選ぼうと考えた。大使をエルサレムへ向かわせ、2人の候補が挙がった。アンティオキア公女マリーと、トリポリ伯レーモン2世の娘メリザンドである。2人とも美女で知られていたが、マリーの方が勝っていたと伝えられている。彼女は長身でブロンドの髪をしており、先祖のノルマン人の血がありありとうかがえた。エルサレム王ボードゥアン3世と、メリザンドの兄トリポリ伯レーモン3世はメリザンドを推し、多くの持参金を用意すると伝えた（メリザンドの母・トリポリ伯妃オディエルヌと、メリザンドの伯母・エルサレム女王メリザンドからも贈り物が届けられた）。大使らはこれに満足せず、結婚を1年以上遅らせた。オディエルヌは奔放な女性で不貞を多々犯し、よってメリザンドが嫡出かどうか疑わしいという噂を耳にしたためである。結局、マヌエル1世が選んだのはマリーだった。トリポリ伯レーモン3世は恥をかかされ、仕返しに帝国領キプロスを攻撃した。
1161年12月、コンスタンティノープルのハギア・ソフィアで挙式がおこなわれた。3人の正教会の高位聖職者たち、コンスタンティノープル総主教ルカス・クリソベルゲス、アレクサンドリア総主教ソフォロニオス3世、アンティオキア総主教アタナシオス3世が式をとりおこなった。式は盛大なもので、教会への寄進がなされ、民衆には華麗な競馬レースが競技場でおこなわれた。この結婚で、アンティオキア公国と帝国の同盟は強化された。歴史家ニケタス・コニアテスは、皇后マリア（Μαρία、ギリシャ語名に改名した）の美しさをアプロディーテーやヘーラーになぞらえた。
1169年、マリアは待望の男子アレクシオスを生んだ。彼女は政治の場でも、外交の場でも重要な役割を持つようになった。母語であるフランス語が話せるため、通訳の役割をしたという。1180年にマヌエル1世が亡くなると、マリアは修道服をまとい「クセネ」（Xene）という尼僧名を名乗ったが、実際は息子アレクシオス2世コムネノスの摂政となった。マリアは助言者として別のアレクシオス、マヌエル1世の甥をそばにおき、彼は皇后の恋人だと民衆の間に醜聞を引き起こした。イタリアの商人を好む西ヨーロッパ人の常として、マリアはギリシャ人と対立し、摂政政治は無秩序化した。反マリアの旗頭になったのは、マヌエル1世の娘マリア・コムネナ（前皇后ベルタとの娘）とその夫でカエサルのモンフェラート侯ラニエリだった。マリア・コムネナは、マヌエル1世の年長の子である自分が正統な皇位継承者だと考えていた（二人のマリアはほぼ同年齢だった）。マリアとラニエリは総主教の援助を得、ハギア・ソフィアを拠点とした。摂政の助言者アレクシオスは総主教を捕らえ、コンスタンティノープルの市街は戦闘状態となった。
マヌエルの在位中、亡命を余儀なくされていたアンドロニコス・コムネノス（マヌエル1世の従弟）が、マリア・コムネナの招きで1182年に帰国した。彼は、ヴェネツィア商人やジェノヴァ商人など、多くのラテン人の虐殺を煽った。首都を掌握したアンドロニコスは、次はマリア・コムネナとラニエリを捕らえ、毒殺した。同時に、皇后マリアは聖ディオメデス修道院か牢獄のどちらかに幽閉された。マリアは、義理の弟であるハンガリー王ベーラ3世（妹アニェスの夫）に助けを求めたが、甲斐はなかった。アンドロニコスは、アレクシオス2世に実母の処刑許可書の署名をさせ、刑の執行を自身の息子のマヌエルに命じたが、マヌエルは拒絶した。伝えられるところによると、マリアは首を絞められたあとに溺死させられ、海岸に何の目印もないままに埋められたという。

## 死後
アンドロニコスは共同統治帝として、アンドロニコス1世コムネノスとなるやいなや、アレクシオス2世を殺害し、全権を掌握した。のちにアンドロニコスは、コンスタンティノープルにある皇后マリアの肖像をはぎ取るか破壊するよう命じた。